# Michail Alexandrovič Semjonov
Michail Alexandrovič Semjonov (rusky Михаи́л Алекса́ндрович Семёнов, narozen roku 1894 v Petrohradě v Rusku, zemřel 4. dubna 1965 v São Paulu v Brazílii), byl bílý emigrant, který během druhé světové války velel Dobrovolnickému pluku SS Varjag.

## Mládí
Narozen v roce 1894 v Petrohradě v rodině důstojníka ruské carské armády ze šlechtického rodu. V roce 1912 absolvoval kadetní školu v Petrohradě a vstoupil na carské lyceum. Před dokončením lycea v roce 1914 vstoupil jako dobrovolník do Pavlovské vojenské školy. V první světové válce sloužil na štábních pozicích.

## Ruská občanská válka
Po únorové revoluci (1917) složil zkoušky a dokončil lyceum. V Ruské občanské válce bojoval na straně bílých pod velením generála Děnikina. Od října 1918 se stal příslušníkem dobrovolnického pluku v Bílé armádě. Zastával funkci velitele jízdního průzkumu. V občanské válce obdržel svá ruská vyznamenání. Byl evakuován v listopadu 1920 jako příslušník armády generála Wrangela v Galipoli.

## Emigrace
Od roku 1922 žil v tehdejší Jugoslávii ve městě Osijek. Aktivně pracoval v organizacích bílých emigrantů. Byl řadu let členem Monarchistického spolku, zakladatel Bratrstva ruské pravdy a předsedou Svazu ruské národní mládeže. Účastnil se četných zahraničních kongresů a setkání ruské emigrace a byl známý také svou rozsáhlou charitativní činností. Byl také dlouholetým přítelem P. N. Krasnova.
V roce 1926 se zúčastnil kongresu ruské zahraniční emigrace v Paříži. Byl členem strany NTS (rusky Народно-трудовой союз - Lidový svaz práce) a koncem 20. let 20. století vedl její jugoslávskou pobočku. V roce 1933 po výměně ve vedení strany z ní vystoupil. Byl také aktivním členem monarchistických organizací ruské diaspory.

## Druhá světová válka
V roce 1941 po obsazení Jugoslávie německými silami navázal styk s představiteli německých speciálních služeb z Úřadu VI RSHA. V březnu roku 1942 zorganizoval velitelství dobrovolného oddílu složeného ze tří rot, které doplnil dobrovolníky z ruských kadetů z bývalé Jugoslávie. Tento prapor o velikosti 600 mužů měl být původně nasazen na zvláštní operace do týlu Rudé armády, což se nikdy neuskutečnilo. Semjonov, v roce 1942 povýšen do hodnosti Hauptsturmführer, byl ustanoven jeho velitelem a z tohoto paporu později vznikl Dobrovolnický pluk SS Varjag. 
V roce 1942 byl Semjonov německými úřady uznán jako Volksdeutsche a na německý návrh se jeho jméno začalo psát jako von Semenoff.
V roce 1943 Semjonov předal útvar do německých rukou, protože byl povolán do Německa, kde se věnoval formování zvláštních útvarů z ruských dobrovolníků pro provádění speciálních operací hluboko v sovětském týlu. Podílel se na výcviku dvou skupin výsadkářů, kteří byli vysazeni za sovětské linie na Ural.
Na podzim roku 1943 se vrátil ke svému útvaru, kde začal ze zbylých dobrovolníků rekrutovaných z řad mládeže ruské diaspory v Jugoslávii a bývalých sovětských vojáků ze zajateckých táborů formovat pluk zvláštního určení SS Varjag. Zformované jednotky pak pod jeho velením bojovaly od začátku roku 1944 s jugoslávskými partyzány ve Slovinsku. Podle svědectví ostatních útvarů se Semjonovi podařilo vytvořit bojeschopnou a spolehlivou jednotku. V roce 1944 byl povýšen na SS-Standartenführer.
Během první poloviny roku 1944 ze svého velitelského stanoviště v Lublani formoval další prapory pluku SS Varjag. V roce 1944 také přijal německé státní občanství. Velel pluku v období aktivních vojenských operací proti partyzánům ve Slovinsku v letech 1944 – 1945.
V dubnu 1945 se podřídil velení KONR pod velením generála Vlasova. Ve dnech 6. až 7. května 1945 soustředil všechny svoje vojáky v Lublani a nařídil jim odstranit německé insignie ze stejnokrojů. V období mezi 9. a 15. květnem 1945 zorganizoval přechod vojáku SS Varjag do britského zajetí. Po kapitulaci Německa Angličané stáhli pluk na jih Itálie do zajateckého tábora u města Taranto.
Část vojáků z ruských emigrantů nebyla vydána do SSSR, ale Semjonov nedokázal zabránit nucené repatriaci 150 důstojníků, poddůstojníků a vojáků z řad sovětských občanů. Také se mu podařilo vyhnout se vydání do Jugoslávie, protože její občané byli vydáni Titovým bezpečnostním složkám, které je zastřelily. Menší část mužstva pluku se zachránila tak, že se v posledních dnech války přidala k Ruskému ochrannému sboru.

## Po válce
Z britského zajetí byl propuštěn v roce 1946 (1947). Do roku 1950 žil v Mnichově, kde stál v čele monarchistického spolku, který udržoval úzké vztahy s dvorem velkoknížete Vladimíra Kirilloviče Ruského.
V roce 1950 se vystěhoval do Brazílie. V Brazílii byl velmi aktivní ve společenské práci v ruských emigrantských kruzích. Byl předsedou Sdružení kadetů, spolupracovník předsedy Svazu vojenských zdravotně postižených osob, účastnil se činnosti Federace ruských národních organizací v Brazílii, byl zvolen předsedou místní ruské pravoslavné komunity, vydával protikomunistické bulletiny, psal zprávy a články a vedl rozsáhlou veřejnou a politickou korespondenci s ruskou diasporou. Nikdy nebyl obviněn z žádných válečných zločinů. Zemřel 4. února 1965 ve městě Sao Paulo, kde žil s manželkou a synem.